# 이나후네 케이지
이나후네 케이지(일본어: 稲船 敬二 이나후네 게이지[*], 1965년 5월 8일~)는 일본의 비디오 게임 개발자이다. 1980년대 후반 캡콤에 입사해 일러스트레이터로서 경력을 시작했다. 1987년에 발매된 스트리트 파이터 (1)가 그가 처음으로 참여한 게임이며, 당시 가정용 비디오 게임 시장을 노리던 회사의 정책 하에 패미컴용으로 제작된 록맨 시리즈의 주요 개발진의 일원이 됐다. 처음에는 아티스트로서 록맨 X의 제로 등의 캐릭터 디자인을 맡았고, 종국에는 프로듀서 후지사와 도쿠로의 이탈로 1996년의 록맨 8부터 시리즈의 프로듀서로 등극했다. 이후 록맨 대시, 록맨 에그제, 록맨 제로 등 록맨 세부 시리즈의 제작 총괄을 맡았고, 로스트 플래닛, 데드 라이징, 귀무자 등 다른 캡콤 프렌차이즈 제작에도 관여했다.
2010년에 캡콤을 퇴사한 이후 본인이 CEO인 회사 콤셉트를 설립해 게임 제작을 이어나갔다. 콤셉트는 2017년에 LEVEL-5에 매각돼 자회사가 됐다.